# 山普拉古墓群
山普拉古墓群，是位新疆维吾尔自治区和田地区于洛浦县城南15吉米的山普拉乡的一处战国至南北朝时期墓葬群，为中国全国重点文物保护单位。墓群东西长约4千米，南北宽约1千米。墓型主要分为长方形坚穴和刀形土坑棚架墓为主。山普拉古墓群是和田地区分布面积、保存状况最好的一处战国至南北朝时期的古墓群。

## 发掘历史
1981年，山普拉当地居民在开渠时意外发现古墓葬群，1983年至1995年官方多次组织了对墓群的考古发掘清理工作，共清理墓葬68座、殉马坑2座，墓地东西长6公里，宽约1公里。墓葬以刀形竖穴土坑墓和长方形竖穴土坑墓为主。另外有1座墓葬形制不明。依据先后发掘的位置墓葬群被分为I号、II号、III号三个墓地。绝大多数是单人墓，另有合葬墓以及100多具骨骸埋在一起的从葬墓，例如I号墓内葬有133个尸体，II号墓内葬有146个尸体。

## 葬具
山普拉古墓群葬具种类样式丰富，包括木尸床、柳条编席、原木棺、半原木棺、箱式木棺、毛毡、毛毯，铺盖芦苇、蒲草等。

## 出土文物
山普拉古墓群考古挖掘出土大量文物，包括汉代飞凤纹锦，汉代群猴对戏纹锦等在内的大量丝织品和地毯、壁挂、珠饰、铜镜、木雕、漆箅，陶罐、铁镰、铁刀、弓箭、木器等大量的随葬生活用品，木器多为胡杨木挖製的木盘，并曾出土放在木盘内的羊头、装在羊皮袋内的炒面、油饼、点心和面粉等食物。此外，山普拉古墓群还出土了一个头插羽毛的马尸体以及一件毛织灯笼裤，其中马尸体被认为与巫术有所关联。裤子右腿上编织有人首马身像，人的嘴上衔著一个类似马笛子的东西，并用双手握著吹，人的身上披著一件披风。